# Classe pré-professionnelle de niveau
Les classes pré-professionnelles de niveau (CPPN) étaient des classes accueillant des élèves de niveaux de 4e et 3e dans les collèges en France, et créées par la circulaire du 10 mars 1972, elles ont perduré jusqu'en 1991. Elles accueillaient des élèves en échec scolaire.
Les CPPN devaient remplacer les anciennes 4e et 3e pratiques dans les CES, CEG ou CET. Elles sont ouvertes à des élèves issus de 5e se destinant à préparer un CAP en CET ou à entrer en CPA (classe préparatoire à l'apprentissage). Les CPA accueillent des élèves ayant au moins 15 ans et se préparant à entrer en apprentissage, elles sont implantées dans les CES, les CET et les CFA (centres de formation d'apprentis).